# Mark Bosnich
Mark Bosnich (Fairfield, 13 gennaio 1972) è un ex calciatore australiano, di ruolo portiere.

## Carriera

### Club
Cresciuto nelle file del Sydney Croatia, nel 1989 si è trasferito a parametro zero in Inghilterra, al Manchester Utd. Ha debuttato con i Red Devils il 30 aprile 1990, disputando da titolare l'incontro di campionato Manchester Utd-Wimbledon FC (0-0). Ha militato nelle file del Manchester United per due stagioni, totalizzando 3 presenze. Nel 1991 è tornato in Australia, nelle file del Sydney Croatia. Ha militato nelle file del club australiano per la prima parte della stagione, totalizzando 5 presenze. Il 28 febbraio 1992 è tornato in Inghilterra, trasferendosi all'Aston Villa. Il debutto con i Villains è avvenuto il 25 aprile 1992, nell'incontro di campionato Luton Town-Aston Villa (2-0). Ha militato nelle file dell'Aston Villa per otto stagioni. Durante l'esperienza nelle file dei Villains ha vinto due Football League Cup ed ha totalizzato 179 presenze in campionato. Nel periodo di militanza all'Aston Villa, inoltre, ha vinto il premio di Calciatore oceaniano dell'anno 1997. Nel giugno 1999 si è trasferito a parametro zero al Manchester Utd, in sostituzione di Peter Schmeichel. Nella seconda esperienza allo United ha vinto due campionati ed una Coppa Intercontinentale, totalizzando 35 presenze in due stagioni. Il 18 gennaio 2001 ha risolto il proprio contratto con i Red Devils e si è trasferito a parametro zero al Chelsea. Nel novembre 2002 è risultato positivo ad un test antidroga. Il 7 gennaio 2003 il Chelsea ha rescisso il contratto. Il 29 aprile 2003 la Football Association lo ha squalificato per nove mesi. Dopo un lungo periodo lontano dai campi da calcio a causa della dipendenza da droga, nel 2008 è tornato a giocare: il 20 agosto 2008 è stato ufficialmente ingaggiato dai Central Coast Mariners, dopo aver svolto un periodo di prova durante il precampionato. Il 19 ottobre 2008, scaduto il contratto con i C.C. Mariners, è rimasto svincolato. Nel giugno 2009 è stato ingaggiato dal Sydney Olympic, club con cui ha concluso la propria carriera da calciatore.

### Nazionale
Ha debuttato in Nazionale maggiore il 30 maggio 1993, in Nuova Zelanda-Australia (0-1). Ha partecipato, con la selezione australiana, alla Confederations Cup 1997. È sceso in campo, inoltre, nelle qualificazioni ai Mondiali 1994 e 1998. Con la Nazionale, inoltre, ha messo a segno una rete: l'11 giugno 1997, in Australia-Isole Salomone (13-0), ha messo a segno su rigore la rete del definitivo 13-0 al minuto 90. Ha totalizzato, con la selezione australiana, 17 presenze, 15 reti subite ed una rete messa a segno.

## Statistiche

### Presenze e reti nei club
| Stagione                 | Squadra                  | Campionato               | Campionato | Campionato | Coppe nazionali | Coppe nazionali | Coppe nazionali | Coppe continentali | Coppe continentali | Coppe continentali | Altre coppe        | Altre coppe | Altre coppe | Totale | Totale | Totale |
| Stagione                 | Squadra                  | Comp                     | Pres       | Reti       | Comp            | Pres            | Reti            | Comp               | Pres               | Reti               | Comp               | Pres        | Reti        | Pres   | Reti   |        |
| ------------------------ | ------------------------ | ------------------------ | ---------- | ---------- | --------------- | --------------- | --------------- | ------------------ | ------------------ | ------------------ | ------------------ | ----------- | ----------- | ------ | ------ | ------ |
| 1989-1990                | Manchester Utd           | FD                       | 1          | 0          | FA+FLC          | 0+0             | 0+0             | -                  | -                  | -                  | -                  | -           | -           | 1      | 0      |        |
| 1990-1991                | Manchester Utd           | FD                       | 2          | -2         | FA+FLC          | 0+0             | 0+0             | CDC                | 0                  | 0                  | CS                 | 0           | 0           | 2      | -2     |        |
| Totale Manchester Utd    | Totale Manchester Utd    | Totale Manchester Utd    | 3          | -2         |                 | 0               | 0               |                    | 0                  | 0                  |                    | 0           | 0           | 3      | -2     |        |
| 1991-feb. 1992           | Sydney Croatia           | NSL                      | 5          | -9         | -               | -               | -               | -                  | -                  | -                  | -                  | -           | -           | 5      | -9     |        |
| feb.-giu. 1992           | Aston Villa              | FD                       | 1          | -2         | FA+FLC          | 0+0             | 0+0             | -                  | -                  | -                  | -                  | -           | -           | 1      | -2     |        |
| 1992-1993                | Aston Villa              | PL                       | 17         | -12        | FA+FLC          | 0+0             | 0+0             | -                  | -                  | -                  | -                  | -           | -           | 17     | -12    |        |
| 1993-1994                | Aston Villa              | PL                       | 28         | -28        | FA+FLC          | 1+8             | -1+-7           | UEFA               | 2                  | -2                 | -                  | -           | -           | 39     | -38    |        |
| 1994-1995                | Aston Villa              | PL                       | 31         | -45        | FA+FLC          | 1+0             | -1+0            | UEFA               | 0                  | 0                  | -                  | -           | -           | 32     | -46    |        |
| 1995-1996                | Aston Villa              | PL                       | 38         | -33        | FA+FLC          | 3+8             | -4+-3           | -                  | -                  | -                  | -                  | -           | -           | 49     | -40    |        |
| 1996-1997                | Aston Villa              | PL                       | 20         | -16        | FA+FLC          | 0+1             | 0+-1            | UEFA               | 0                  | 0                  | -                  | -           | -           | 21     | -17    |        |
| 1997-1998                | Aston Villa              | PL                       | 31         | -36        | FA+FLC          | 2+1             | -3+-3           | UEFA               | 7                  | -3                 | -                  | -           | -           | 41     | -45    |        |
| 1998-1999                | Aston Villa              | PL                       | 15         | -10        | FA+FLC          | 0+0             | 0+0             | UEFA               | 2                  | -2                 | -                  | -           | -           | 17     | -12    |        |
| Totale Aston Villa       | Totale Aston Villa       | Totale Aston Villa       | 181        | -182       |                 | 25              | -23             |                    | 11                 | -7                 |                    | -           | -           | 217    | -212   |        |
| 1999-2000                | Manchester Utd           | PL                       | 23         | -21        | FA+FLC          | 0+1             | 0+-3            | UCL                | 7                  | -6                 | CI+SC-UEFA+ CMC+CS | 1+0+2+1     | 0+0+-4+-2   | 35     | -36    |        |
| 2000-gen. 2001           | Manchester Utd           | PL                       | 0          | 0          | FA+FLC          | 0+0             | 0+0             | UCL                | 0                  | 0                  | CS                 | 0           | 0           | 0      | 0      |        |
| Totale Manchester United | Totale Manchester United | Totale Manchester United | 23         | -21        |                 | 1               | -3              |                    | 7                  | -6                 |                    | 4           | -6          | 35     | -36    |        |
| gen.-giu. 2001           | Chelsea                  | PL                       | 0          | 0          | FA+FLC          | 0+0             | 0+0             | -                  | -                  | -                  | CS                 | 0           | 0           | 0      | 0      |        |
| 2001-2002                | Chelsea                  | PL                       | 5          | -4         | FA+FLC          | 0+0             | 0+0             | UEFA               | 2                  | -3                 | -                  | -           | -           | 7      | -7     |        |
| 2002-gen. 2003           | Chelsea                  | PL                       | 0          | 0          | FA+FLC          | 0+0             | 0+0             | UEFA               | 0                  | 0                  | -                  | -           | -           | 0      | 0      |        |
| Totale Chelsea           | Totale Chelsea           | Totale Chelsea           | 5          | -4         |                 | 0               | 0               |                    | 2                  | -3                 |                    | 0           | 0           | 7      | -7     |        |
| ago.-ott. 2008           | C.C. Mariners            | A                        | 4          | -4         | -               | -               | -               | -                  | -                  | -                  | -                  | -           | -           | 4      | -4     |        |
| giu.-dic. 2009           | Sydney Olympic           | NPL                      | 8          | -?         | -               | -               | -               | -                  | -                  | -                  | -                  | -           | -           | 8      | -?     |        |
| Totale carriera          | Totale carriera          | Totale carriera          | 229        | -222+      |                 | 26              | -26             |                    | 20                 | -16                |                    | 4           | -6          | 279    | -270+  |        |

### Cronologia presenze e reti in nazionale
| Cronologia completa delle presenze e delle reti in nazionale ― Australia | Cronologia completa delle presenze e delle reti in nazionale ― Australia | Cronologia completa delle presenze e delle reti in nazionale ― Australia | Cronologia completa delle presenze e delle reti in nazionale ― Australia | Cronologia completa delle presenze e delle reti in nazionale ― Australia | Cronologia completa delle presenze e delle reti in nazionale ― Australia | Cronologia completa delle presenze e delle reti in nazionale ― Australia | Cronologia completa delle presenze e delle reti in nazionale ― Australia |
| Data                                                                     | Città                                                                    | In casa                                                                  | Risultato                                                                | Ospiti                                                                   | Competizione                                                             | Reti                                                                     | Note                                                                     |
| ------------------------------------------------------------------------ | ------------------------------------------------------------------------ | ------------------------------------------------------------------------ | ------------------------------------------------------------------------ | ------------------------------------------------------------------------ | ------------------------------------------------------------------------ | ------------------------------------------------------------------------ | ------------------------------------------------------------------------ |
| 30-5-1993                                                                | Auckland                                                                 | Nuova Zelanda                                                            | 0 – 1                                                                    | Australia                                                                | Qual. Mondiali 1994                                                      | -                                                                        |                                                                          |
| 6-6-1993                                                                 | Melbourne                                                                | Australia                                                                | 3 – 0                                                                    | Nuova Zelanda                                                            | Qual. Mondiali 1994                                                      | -                                                                        |                                                                          |
| 31-10-1993                                                               | Sydney                                                                   | Australia                                                                | 1 – 1                                                                    | Argentina                                                                | Qual. Mondiali 1994                                                      | -1                                                                       |                                                                          |
| 27-3-1996                                                                | Glasgow                                                                  | Scozia                                                                   | 1 – 0                                                                    | Australia                                                                | Amichevole                                                               | -1                                                                       |                                                                          |
| 23-4-1996                                                                | Antofagasta                                                              | Cile                                                                     | 3 – 0                                                                    | Australia                                                                | Amichevole                                                               | -3                                                                       |                                                                          |
| 12-3-1997                                                                | Skopje                                                                   | Macedonia                                                                | 0 – 1                                                                    | Australia                                                                | Amichevole                                                               | -                                                                        |                                                                          |
| 11-6-1997                                                                | Parramatta                                                               | Australia                                                                | 13 – 0                                                                   | Isole Salomone                                                           | Qual. Mondiali 1998                                                      | 1                                                                        |                                                                          |
| 19-6-1997                                                                | Parramatta                                                               | Australia                                                                | 2 – 0                                                                    | Tahiti                                                                   | Qual. Mondiali 1998                                                      | -                                                                        |                                                                          |
| 28-6-1997                                                                | Auckland                                                                 | Nuova Zelanda                                                            | 0 – 3                                                                    | Australia                                                                | Qual. Mondiali 1998                                                      | -                                                                        | 70’                                                                      |
| 6-7-1997                                                                 | Parramatta                                                               | Australia                                                                | 2 – 0                                                                    | Nuova Zelanda                                                            | Qual. Mondiali 1998                                                      | -                                                                        |                                                                          |
| 22-11-1997                                                               | Teheran                                                                  | Iran                                                                     | 1 – 1                                                                    | Australia                                                                | Qual. Mondiali 1998                                                      | -1                                                                       |                                                                          |
| 29-11-1997                                                               | Melbourne                                                                | Australia                                                                | 2 – 2                                                                    | Iran                                                                     | Qual. Mondiali 1998                                                      | -2                                                                       |                                                                          |
| 14-12-1997                                                               | Riyad                                                                    | Australia                                                                | 0 – 0                                                                    | Brasile                                                                  | Conf. Cup 1997 - Gironi                                                  | -                                                                        |                                                                          |
| 16-12-1997                                                               | Riyad                                                                    | Arabia Saudita                                                           | 1 – 0                                                                    | Australia                                                                | Conf. Cup 1997 - Gironi                                                  | -1                                                                       |                                                                          |
| 19-12-1997                                                               | Riyad                                                                    | Australia                                                                | 1 – 0 dts                                                                | Uruguay                                                                  | Conf. Cup 1997 - Semifinali                                              | -                                                                        |                                                                          |
| 21-12-1997                                                               | Riyad                                                                    | Australia                                                                | 0 – 6                                                                    | Brasile                                                                  | Conf. Cup 1997 - Finale                                                  | -6                                                                       |                                                                          |
| 23-2-2000                                                                | Budapest                                                                 | Ungheria                                                                 | 0 – 3                                                                    | Australia                                                                | Amichevole                                                               | -                                                                        |                                                                          |
| Totale                                                                   |                                                                          | Presenze                                                                 | 17                                                                       |                                                                          | Reti                                                                     | -15; 1                                                                   |                                                                          |

## Palmarès

### Club

#### Competizioni nazionali
- Coppa d'Inghilterra: 1

Manchester United: 1989-1990
- Charity Shield: 1

Manchester United: 1990
- Coppa di Lega inglese: 2

Aston Villa: 1993-1994, 1995-1996
- Campionato inglese: 2

Manchester United: 1999-2000, 2000-2001

#### Competizioni internazionali
- Coppa delle Coppe: 1

Manchester United: 1990-1991
- Coppa Intercontinentale: 1

Manchester United: 1999

### Individuale
- Calciatore dell'Oceania dell'anno: 1

1997